# Cuique defensio tribuenda
 Cuique defensio tribuenda  лат. (изговор:  куикве дефенсио трибуенда). Сваком треба допустити одбрану. (Тацит)

## Поријекло изреке
Ово је рекао познати римски правник, историчар, сенатор и говорник Гај Корнелије Тацит (лат. Publius или Gaius Cornellus Tacitus), у смејени првог у други вијек нове ере.

## Тумачење
Не може се осудити човјек коме није омогућено да се брани. Ово је једно од основних начела правичности уређеног државног и правосудног система.